# Графское (Харьковская область)
Гра́фское (укр. Графське; до 2016 г. Радя́нское, до 1960-х гг. 1-е Сове́тское, до 1928 г. Гра́фское) — село Симоновского сельского совета, Волчанский район, Харьковская область, Украина.
Код КОАТУУ — 6321688706. Население по переписи 2001 года составляет 329 (145/184 м/ж) человек.

## Географическое положение
Село Графское находится на левом, низком берегу Северского Донца и вытянуто вдоль него на расстояние нескольких километров (обе главные улицы параллельны Донцу).
Выше по течению на расстоянии в 2 км расположено село Прилипка, ниже по течению — посёлок Цюрупа (нежилой).
К селу примыкает большой лесной массив (сосна).
Ниже села протекает речка Графовка (левый приток Донца).

## История
- Село известно с 1720 года под названием Андреевка.[1]
- С 1720-х годов до 1917 года принадлежало графам Гендриковым, обустроившим здесь свою дворянскую усадьбу Графское. С этим связано и переименование села в Графское.
- В XIX веке конный завод графа А. И. Гендрикова считался одним из лучших в Российской империи. От ампирного ансамбля усадьбы сохранился лишь один флигель.
- В 1928 году село было переименовано в 1-е Советское.
- В 60-х годах 20 века село стало украинизированно называться в Радянское.
- В 2016 году селу было возвращено название Графское[5].

## Название
В 1920-х — начале 1930-х годов Волчанском районе и области прошла «волна» переименований значительной части населённых пунктов, в основном на левом (восточном) берегу Донца, в «революционные» названия — в честь Октябрьской революции, пролетариата, сов. власти, Кр. армии, социализма, Сов. Украины, деятелей «демократического и революционного движения» (Т. Шевченко, Г. Петровского) и новых праздников (1 мая и др.) Это приводило к путанице, так как рядом могли оказаться сёла с одинаковыми новыми названиями, которым зачастую давали названия «1-е» и «2-е» (например, Первое Советское, просто Советское и оно же Радянское).

## Экономика
- В селе во времена СССР была свинотоварная ферма.

## Объекты социальной сферы
- Школа закрыта в 2014 году.

## Известные люди
- Мирошниченко Евгения Семёновна (1931—2009) — оперная певица, народная артистка СССР (1965) и Украины, герой Украины, родилась в 1931 и жила до войны в селе Советское.[8]
- Погорелов, Иван Фёдорович (1924—1981) — Герой Советского Союза.

## Религия
- Храм в честь Андрея Первозванного.